# A Human Murder Weapon
Pour plus de détails, voir Fiche technique et Distribution.
A Human Murder Weapon (人間兇器 愛と怒りのリング, Ningen kyōki: Ai to ikari no ringu) est un film japonais réalisé par Takashi Miike et sorti en 1992. C'est le premier film de Miike à être adapté d'un manga.

## Fiche technique
- Titre : A Human Murder Weapon
- Titre original : 人間兇器 愛と怒りのリング (Ningen kyōki: Ai to ikari no ringu?)
- Réalisation : Takashi Miike
- Photographie : Hiroshi Nakamura
- Scénario : Hisao Maki d'après un manga de Ikki Kajiwara et Nobuo Nakano
- Durée : 71 minutes
- Pays d'origine : Japon

## Distribution
- Megumi Kudō
- Yoshika Maedomari
- Hisao Maki : professeur Omoto
- Chika Matsui
- Daisuke Nagekura : Jin
- Atsushi Onita : lui-même
- Eisaku Shindō
- Combat Toyoda